# Aethina tumida
Gândacul mic de stup (lat. Aethina tumida)  este un dăunător al albinelor melifere.
Este originar din Africa de sud unde a fost considerat un daunator de mica importanta, dat fiind ca albina cu care impartea arealul reusea sa il tina sub control fie parasind cuibul (apis mellifera scutellata) fie manifestand o mare agresivitate fata de acest coleopter si larvele lui (apis mellifera capensis).
In America a fost importat pentru prima dată în Florida în luna iunie 1998, probabil in laditele de fructe provenite din Africa. S-a răspândit cu repeziciune în statele Georgia, South Carolina, North Carolina, Pennsylvania, Ohio, Illinois și Minnesota. A creat mari daune apiculturii, aproximativ 20.000 de stupi fiind distrusi. Neavand dusmani naturali si albinele nedetectandu-l ca dusman se inmulteste peste masura in stupi ducand la colapsarea lor. Larvele contamineaza mierea facand imposibil consumul uman. In 2004, prin comert cu regine, ajunge in Portugalia, provenind din Texas, zona neinfestata pana atunci, si se creeaza o situatie de alarma veterinara europeana. Focarul vine stins imediat si fara urmari. Tot prin schimb de produse apicole infesteaza Australia. Noua Zeelanda se salveaza dar apicultorii local monitorizeaza atent stupinele si comertul.
Septembrie 2014 ajunge in Italia, in Calabria, creeand o situatie critica cu 16 focare si un task force veterinar care incearca sa elimine infestarea.  

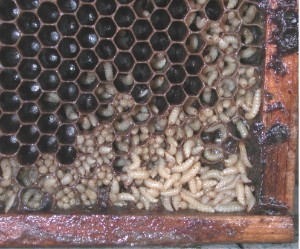
Ramă cu larve ale gândacului mic de stup. În cazul unui grad mare de infestare, albinele părăsesc stupul.